# Euproctis ouria
Euproctis ouria är en fjärilsart som beskrevs av Collenette 1931. Euproctis ouria ingår i släktet Euproctis och familjen tofsspinnare. Inga underarter finns listade i Catalogue of Life.